# Harungana madagascariensis

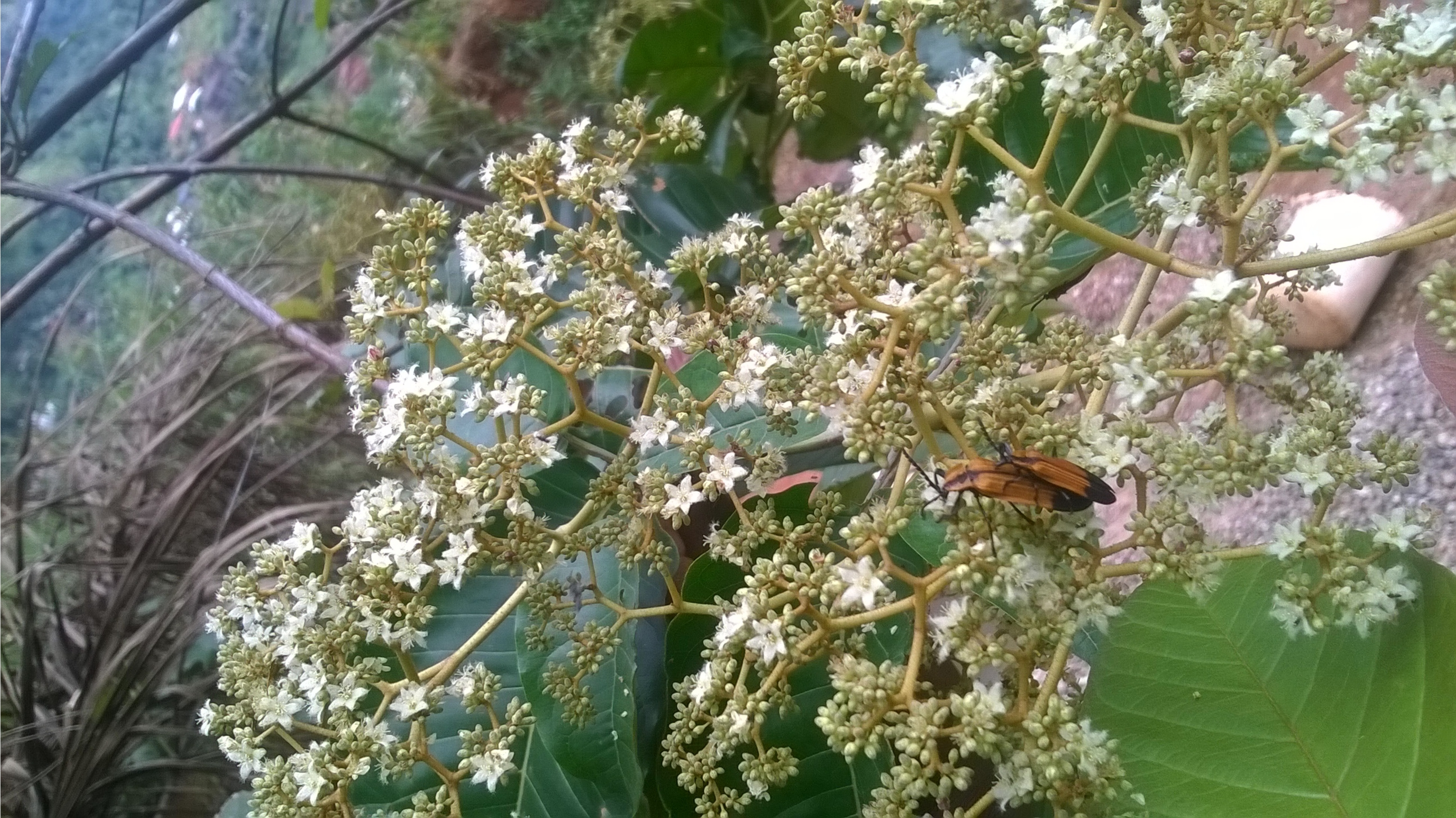
Blütenstand

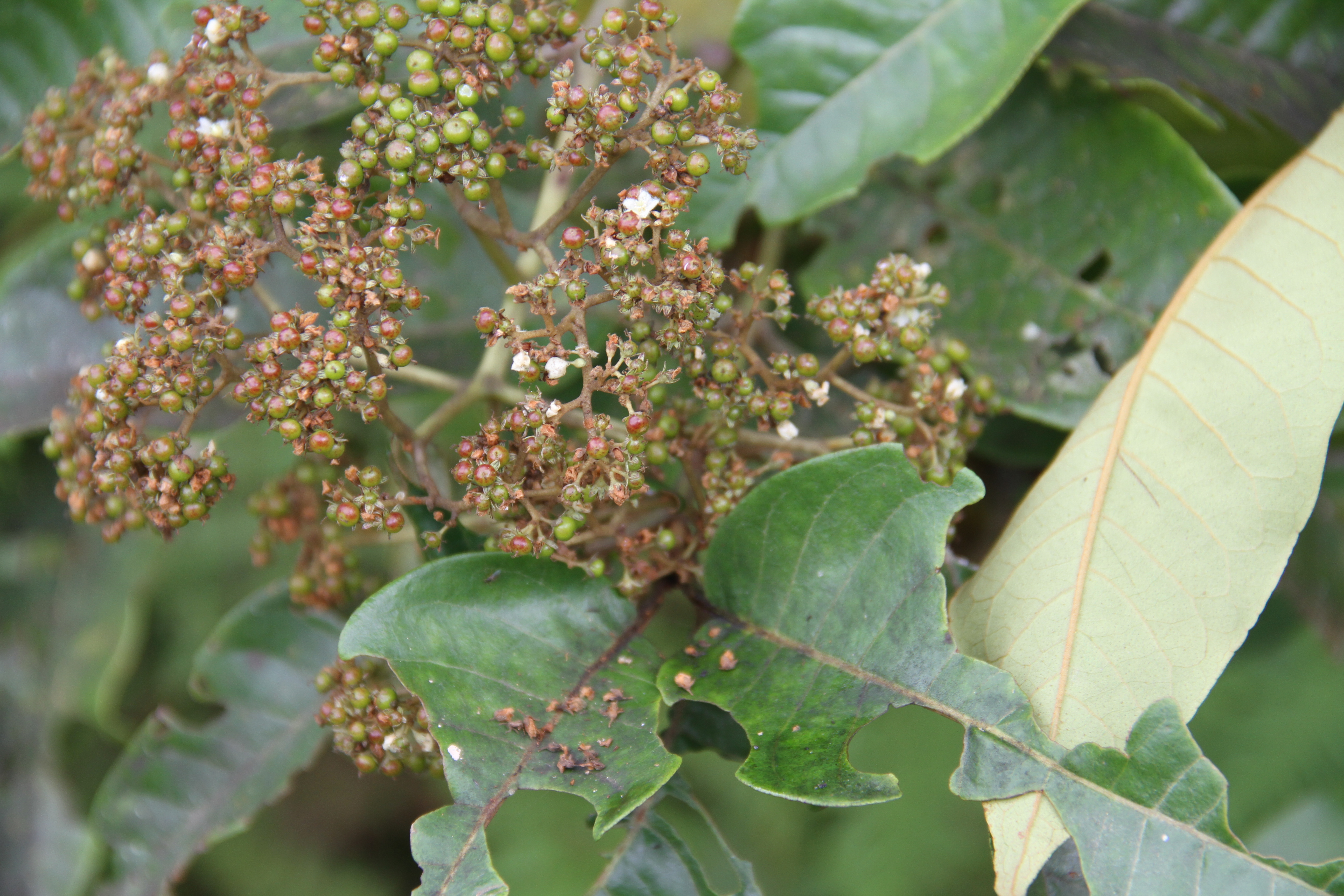
Fruchtstand

Harungana madagascariensis oder der Drachenblutbaum, ist ein Baum in der Familie der Johanniskrautgewächse aus West-, Zentral- und Ostafrika sowie Madagaskar.

## Beschreibung
Harungana madagascariensis wächst meist als immergrüner, reich verzweigter Baum bis über 25 Meter hoch, bleibt aber meist einiges kleiner, seltener wächst sie als Strauch. Die grau-braune, grobe und rissige Borke ist schuppig bis abblätternd. Die Pflanze führt ein oranges, später rötlich werdendes Exsudat.
Die gegenständigen, einfachen Laubblätter sind gestielt. Der feinhaarige Blattstiel ist bis etwa 2,5 Zentimeter lang. Die leicht ledrigen Blätter sind eiförmig bis -lanzettlich, spitz bis bespitzt oder rundspitzig und ganzrandig. Die Basis ist abgerundet bis gestutzt oder spitz bis leicht herzförmig. Die Blätter sind bis etwa 10–22 Zentimeter lang, oberseits fast kahl und unterseits fahlgrün sowie leicht kurz rostig behaart und teils drüsig. Die jungen Blätter sind rostig behaart und verkahlend.
Es werden vielblütige, endständige, recht große und etwas rostig behaarte Schirmrispen gebildet. Die sehr kleinen, duftenden, zwittrigen, fünfzähligen und weißen Blüten mit doppelter Blütenhülle sind kurz gestielt. Der kurz becherförmig verwachsene, außen leicht behaarte, bis 2 Millimeter lange Kelch mit kleinen, dachigen Zipfeln ist teils drüsenbesetzt. Die dachigen, eiförmigen, bis 4 Millimeter langen Petalen, mit kleinen Drüsen im oberen Teil, sind innen zottig behaart. Es sind etwa 15–20 kurze, teils drüsenbesetzte, in 5 kleinen Bündeln zu 3–4 verwachsene Staubblätter und kleine, kahle, schuppenförmige, fleischige, nektarführende Staminodien (Staminodialnektarien) vorhanden. Der kahle, teils drüsige Fruchtknoten ist oberständig mit fast freien, relativ kurzen 5 Griffeln mit kleinen, kopfigen Narben.
Es werden kleine, eiförmig bis rundliche, erst gelbe, später rötliche-braune, glatte und mehrsamige, bis 3–4 Millimeter große Früchte, Steinfrüchte mit Kelch- sowie kleinen Griffelresten an der Spitze gebildet. Der rundliche Steinkern ist mehrteilig und die einzelnen Pyrene enthalten bis zu 2 Samen. Die bis zu 10 ellipsoiden Samen sind bis 2 Millimeter lang und fein netzartig texturiert.

## Verwendung
Die süßlichen Früchte sind essbar. Das Exsudat wird zum Färben von Getränken verwendet.
Die ganze Pflanze wird medizinisch verwendet.
Das Holz ist relativ leicht und mäßig beständig, es wird nur wenig genutzt, auch ist die Verfügbarkeit in größeren Stücken gering.